# 노동당 (세르비아)
노동당(세르비아어: Партиja рaдa / Partija rada)은 1992년에 설립된 세르비아의 마르크스-레닌주의 정당이다. 이 정당은 보스니아 헤르체고비나와 몬테네그로에서도 활동하고 있다.

## 역사
세르비아 노동당은 구 유고슬라비아에서 오랜 기간 정치범으로 수감 생활을 했던 몬테네그로 출신 반수정주의자인 블라도 답체비치를 중심으로 설립되었다. 이 정당의 창립자인 답체비치는 본래 파르티잔과 유고슬라비아 공산당의 주요 일원으로 활동했으나, 마르크스-레닌주의를 배격하고 수정주의를 주창하던 요시프 티토를 맹렬히 비판한 이후 유고슬라비아 비밀경찰에 의해 체포되어 40년 이상 수감되어 있었다. 1989년 석방된 답체비치는 무장 게릴라 조직의 창설의 일환으로 1990년 세르비아 노동당을 설립하였으며, 1992년 이후 합법화되어 현재에 이르고 있다.